# Samsung Galaxy S23
Samsung Galaxy S23 es una serie de teléfonos inteligentes de gama alta basados en Android diseñados, desarrollados, fabricados y comercializados por Samsung Electronics como parte de sus buques insignia Galaxy S. Los teléfonos se anunciaron el 1 de febrero de 2023 en el evento Galaxy Unpacked y se lanzaron el 17 de febrero de 2023.

## Modelos
La serie Galaxy S23 incluye tres dispositivos, que comparten la misma línea y tamaños de pantalla con la serie anterior. El Galaxy S23 base cuenta con una pantalla plana de 6,1 pulgadas (155 mm) con una tasa de refresco variable de 48 Hz a 120 Hz, 8 GB de RAM, y opciones de almacenamiento desde 128 GB a 512 GB. El Galaxy S23+ cuenta con un hardware similar en una pantalla más grande de 6,6 pulgadas (168 mm), opciones de almacenamiento a partir de 256 GB, carga más rápida y mayor capacidad de batería. En lo superior de la línea, el Galaxy S23 Ultra presenta una pantalla curva de 6.8 pulgadas (173 mm) con una tasa de refresco variable a partir de 1 Hz, 8 GB o 12 GB de RAM, opciones de almacenamiento desde 256 GB a 1 TB y una capacidad de batería más grande a diferencia de los modelos anteriores. Además, cuenta con una configuración de cámara más avanzada, una pantalla de mayor resolución y, al igual que el Galaxy S22 Ultra anterior, un S Pen integrado para mayor funcionalidad y productividad.

## Diseño

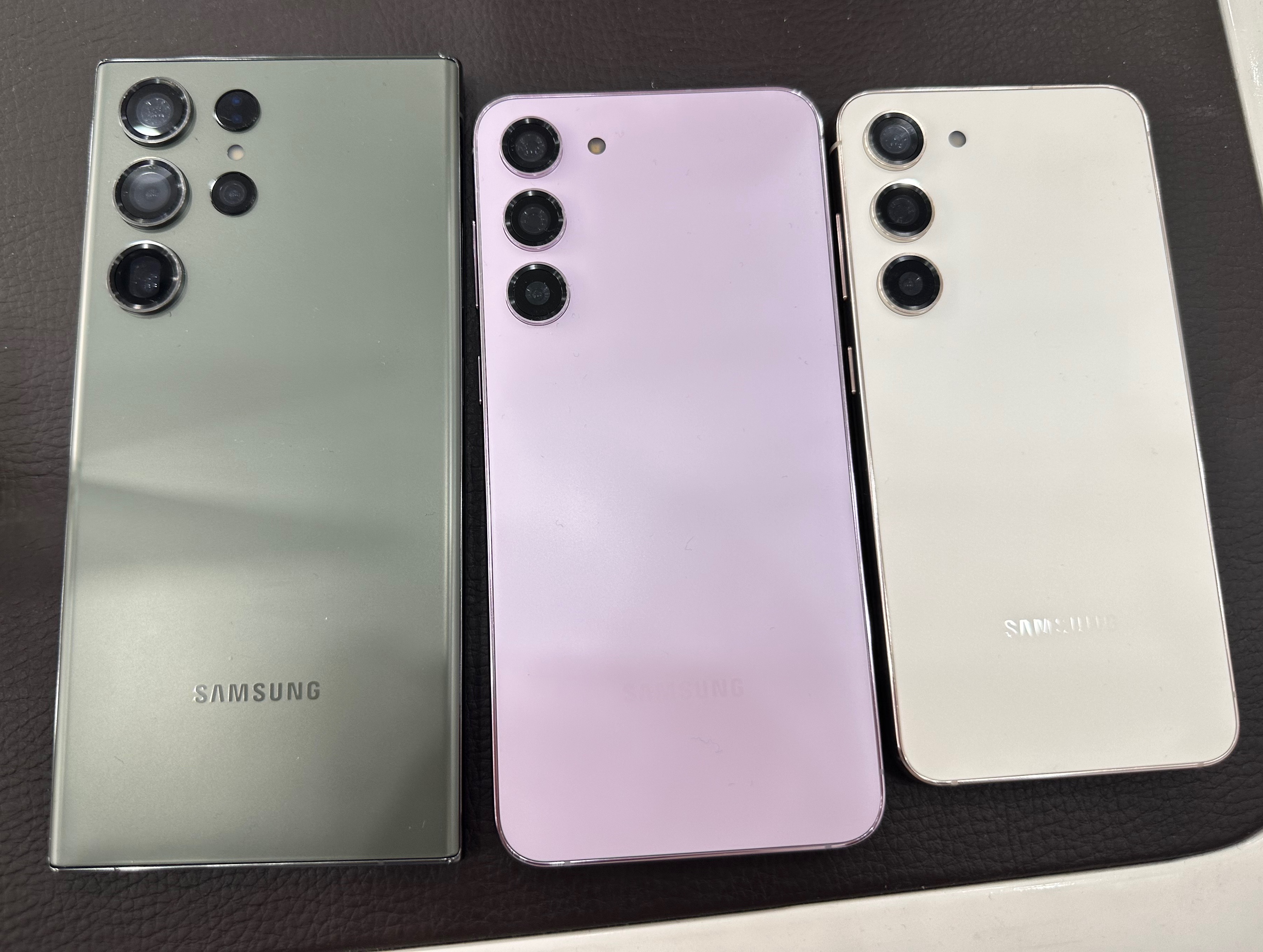
Parte trasera del Samsung Galaxy S23 (derecha), S23+ (centro) y S23 Ultra (izquierda)

Los Samsung Galaxy S23 y S23+ están disponibles en seis colores: Negro fantasma, Crema, Verde, Lavanda, Grafito y Lima. Y el Samsung Galaxy S23 Ultra está disponible en ocho colores: Negro Fantasma, Crema, Verde, Lavanda, Grafito, Lima, Azul cielo y Rojo.
Los colores Grafito, Lima, Azul cielo y Rojo solo están disponibles para venta en línea.
| Galaxy S23 | Galaxy S23     | Galaxy S23         | Galaxy S23+ | Galaxy S23+    | Galaxy S23+        | Galaxy S23 Ultra | Galaxy S23 Ultra | Galaxy S23 Ultra   |
| Color      | Nombre         | Exclusivo en línea | Color       | Nombre         | Exclusivo en línea | Color            | Nombre           | Exclusivo en línea |
| ---------- | -------------- | ------------------ | ----------- | -------------- | ------------------ | ---------------- | ---------------- | ------------------ |
|            | Negro fantasma | No                 |             | Negro fantasma | No                 |                  | Negro fantasma   | No                 |
|            | Crema          | No                 |             | Crema          | No                 |                  | Crema            | No                 |
|            | Verde          | No                 |             | Verde          | No                 |                  | Verde            | No                 |
|            | Lavanda        | No                 |             | Lavanda        | Sí                 |                  | Lavanda          | Sí                 |
|            | Grafito        | No                 |             | Grafito        | Sí                 |                  | Grafito          | Sí                 |
|            | Lima           | No                 |             | Lima           | Sí                 |                  | Lima             | Sí                 |
|            |                |                    |             |                |                    |                  | Azul cielo       | Sí                 |
|            | Rojo           | Sí                 |             |                |                    |                  |                  |                    |

## Especificaciones

### Hardware

#### Chipset
Los Samsung Galaxy S23 utilizan Qualcomm Snapdragon 8 Gen 2 for Galaxy. Este chip exclusivo de la serie incluye una CPU Octa-Core y una GPU Adreno 740 con un módem Qualcomm X70 para conectividad. Qualcomm Snapdragon 8 Gen 2 for Galaxy es una versión especial de Snapdragon 8 Gen 2 desarrollada específicamente para Samsung. La diferencia entre la versión regular de Snapdragon en comparación con la versión de Samsung es que la versión de Samsung presenta un núcleo Cortex-X3 overclockeado a 3.36 GHz en lugar de 3,20 GHz, y la GPU Adreno 740 ha sido overclockeada de 680 MHz a 719 MHz.

#### Pantalla
La serie S23 cuenta con pantallas "Dynamic AMOLED 2X" con soporte HDR10+, 1750 nits de brillo máximo y tecnología "mapeo dinámico de tonos". Todos los modelos utilizan un sensor ultrasónico de huellas dactilares en pantalla.
| Modelo    | Tamaño de la pantalla | Resolución de pantalla   | Tasa de refresco máxima | Tasa de refresco variable | Forma         | Relación Pantalla-cuerpo |
| --------- | --------------------- | ------------------------ | ----------------------- | ------------------------- | ------------- | ------------------------ |
| S23       | 6,1 plg (15 cm)       | 2340 × 1080 (~ 425 ppp ) | 120 Hz                  | 48 Hz - 120 Hz            | Bordes planos | 88,57 %                  |
| S23+      | 6,6 plg (17 cm)       | 2340 × 1080 (~ 393 ppp)  | 120 Hz                  | 48 Hz - 120 Hz            | Bordes planos | 89,71 %                  |
| S23 Ultra | 6,8 plg (17 cm)       | 3088 × 1440 (~ 500 ppp)  | 120 Hz                  | 1 Hz - 120 Hz             | Bordes curvos | 89,87 %                  |

#### Cámaras
| Modelos            | Modelos          | Galaxy S23 y S23+                                             | Galaxy S23 ultra                                              |
| ------------------ | ---------------- | ------------------------------------------------------------- | ------------------------------------------------------------- |
| Principal          | Especificaciones | 50 MP, f/1.8, 24 mm, 1/1,56", dual pixel PDAF, OIS            | 200 MP, f/1.7, 24 mm, 1/1.3", PDAF, Laser AF, OIS             |
| Principal          | Modelo           | Samsung S5KGN3                                                | Samsung S5KHP2                                                |
| Ultra gran angular | Especificaciones | 12 MP, f/2.2, 13 mm, 1/2.55", Dual Pixel PDAF en el S23 Ultra | 12 MP, f/2.2, 13 mm, 1/2.55", Dual Pixel PDAF en el S23 Ultra |
| Ultra gran angular | Modelo           | Sony IMX564                                                   | Sony IMX564                                                   |
| Telefoto           | Especificaciones | 10 MP, f/2.4, 70 mm, 1/3,94", PDAF, OIS                       | 10 MP, f/2.4, 70 mm, 1/3.52", Dual Pixel PDAF, OIS            |
| Telefoto           | Modelo           | Samsung S5K3K1                                                | Sony IMX754                                                   |
| Periscopio         | Especificaciones | -                                                             | 10 MP, f/4.9, 240 mm, 1/3.52", Dual Pixel PDAF, OIS           |
| Periscopio         | Modelo           | -                                                             | Sony IMX754                                                   |
| Frontal            | Especificaciones | 12 MP, f/2.2, 26 mm, 1/3,24", PDAF                            | 12 MP, f/2.2, 26 mm, 1/3,24", PDAF                            |
| Frontal            | Modelo           | Samsung S5K3LU                                                | Samsung S5K3LU                                                |

El S23 y el S23+ tienen un sensor principal de 50 MP, un sensor de telefoto de 10 MP y un sensor ultra gran angular de 12 MP. El S23 Ultra tiene un sensor principal de 200 MP, dos sensores de teleobjetivo de 10 MP y un sensor ultra gran angular de 12 MP. La cámara frontal usa un sensor de 12 MP en los tres modelos.

#### Conectividad
El Samsung Galaxy S23, S23+ y S23 Ultra son compatibles con 5G SA/NSA/Sub-6, Wi-Fi 6E y Bluetooth 5.3.

#### Memoria y almacenamiento
| Modelos    | Galaxy S23 | Galaxy S23     | Galaxy S23+ | Galaxy S23+    | Galaxy S23 Ultra | Galaxy S23 Ultra |
| Modelos    | RAM        | Almacenamiento | RAM         | Almacenamiento | RAM              | Almacenamiento   |
| ---------- | ---------- | -------------- | ----------- | -------------- | ---------------- | ---------------- |
| Variante 1 | 8 ES       | 128 GB         | –           | –              | 8 GB             | 256 GB           |
| Variante 2 | 8 ES       | 256 GB         | 8 ES        | 256 GB         | 12 GB            | 256 GB           |
| Variante 3 | 8 ES       | 512 GB         | 8 ES        | 512 GB         | 12 GB            | 512 GB           |
| Variante 4 | –          | –              | –           | –              | 12 GB            | 1 TB             |

El Samsung Galaxy S23 ofrece 8 GB de RAM y 128 GB, 256 GB o 512 GB como opciones de almacenamiento interno. El Samsung Galaxy S23+ ofrece 8 GB de RAM y 256 GB o 512 GB como opciones de almacenamiento interno. El Samsung Galaxy S23 Ultra tiene 8 GB de RAM o 12 GB de RAM, 256 GB, 512 GB o 1 TB en opciones de almacenamiento interno.
La versión de 128 GB del Galaxy S23 usa el formato de almacenamiento UFS 3.1, mientras que las versiones con 256 GB y más usan UFS 4.0 (más nuevo).

#### Baterías
El S23, S23+ y S23 Ultra contienen un batería Li-Po no extraíble de 3900 mAh, 4700 mAh y 5000 respectivamente. El S23 admite carga por cable a través de USB-C de hasta 25 W (usando USB Power Delivery), mientras que el S23+ y el S23 Ultra tienen una carga de 45 W más rápida. Los tres tienen carga inductiva Qi de hasta 15W. Los teléfonos también tienen la capacidad de cargar otros dispositivos compatibles con Qi desde la propia batería del S23, con la función "Wireless PowerShare" solo hasta 4.5W.

### Software
Todos los modelos se lanzaron con Android 13 mediante la capa de personalización One UI 5.1 de Samsung. Samsung Knox se incluye para mejorar la seguridad del dispositivo y existe una versión separada para uso empresarial. Samsung ha prometido 4 años de actualizaciones importantes del sistema operativo Android y 1 año adicional de actualizaciones de seguridad para un total de 5 años de actualizaciones.